# Сорая Саенс де Сантамарія
Марія Сорая Саенс де Сантамарія Антон (ісп. María Soraya Sáenz de Santamaría Antón; нар. 10 червня 1971, Вальядолід) — іспанська політична діячка, член Народної партії. З грудня 2011 до червня 2018 року — заступниця голови уряду Іспанії, голова адміністрації прем'єр-міністра Іспанії Маріано Рахоя в ранзі міністра.

## Біографія

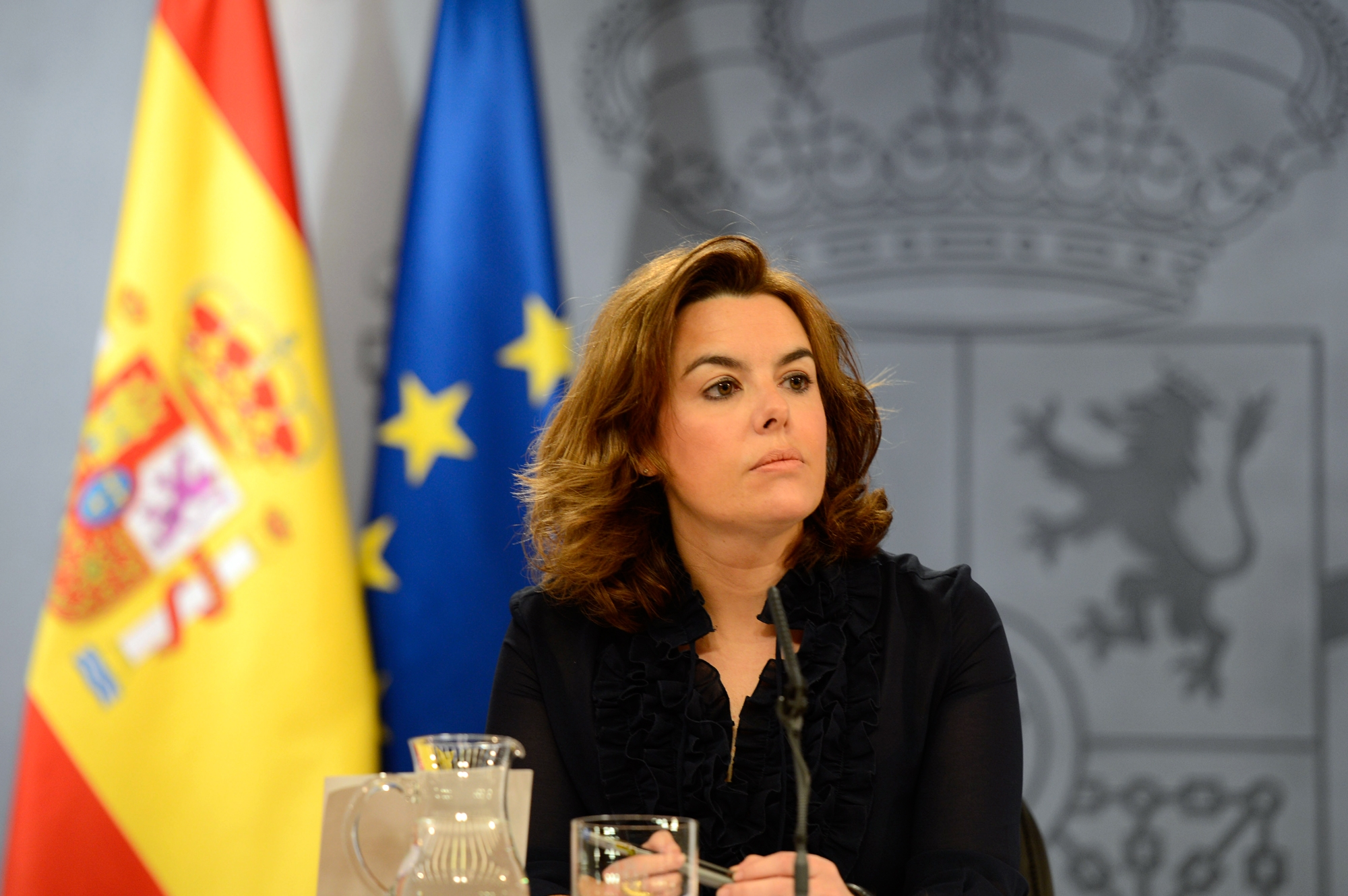
Сорая Саенс де Сантамарія

Здобувши юридичну освіту 1994 року, працювала адвокатом в Леоні і у 27 років пішла в політику. 
З 2004 до 2018 року — депутатка нижньої палати іспанського парламенту від Мадрида. 
2008 року стала першою жінкою на посаді прессекретаря Народної партії. 
У грудні 2011 року увійшла до складу кабінету міністрів Маріано Рахоя в статусі заступника голови уряду, преспредставника уряду і міністра, який очолює адміністрацію голови уряду, та обіймала ці посади до 2018 року. 
Одружена, має сина.